# Журавлі (Курська область)
Журавлі (рос. Журавли) — присілок в Кореневському районі Курської області Російської Федерації.
Населення становить 128 осіб. Входить до складу муніципального утворення Ольговська сільрада.

## Історія
Населений пункт розташований на території українського етнічного та культурного краю Східна Слобожанщина.
Від 2004 року входить до складу муніципального утворення Ольговська сільрада.

## Населення
| 2002 | 2010 |
| ---- | ---- |
| 164  | ↘128 |